# Negoska
Negoska ist eine Rotweinsorte, die ausschließlich in Griechenland angebaut wird. Sie ist dort in der Region Makedonien speziell in den Präfekturen Imathia, Kilkis und Kozani empfohlen. Die spätreifende (ca. 30 Tage nach dem Gutedel) und wuchskräftige Sorte erbringt fruchtige, säurearme Rotweine mit einem mittleren Alkoholgehalt von ca. 12 Vol. Prozent. Der Wein wird zum Beispiel mit der säurereichen Rebsorte Mavro Naoussis zum Appellationswein Goumenissa verschnitten. Früher wurde die Negoska auch als Tafeltraube verwendet.
Synonyme: Goumenissas Mavro, Negoska oder Negoska Naoussis, Neghotska, Negotska, Negotska Popolka, Popolka Naoussis.